# Atomosphyrus
Atomosphyrus là một chi nhện trong họ Salticidae.